# Баб аль-Фарадж (Алеппо)
Баб аль-Фарадж (араб. بَاب الْفَرَج‎, букв. «Ворота спасения») — одни из девяти исторических ворот Старого города Алеппо. Располагались в северной части старого города. Были разрушены в 1904 году. Некоторые фрагменты ворот сохранились в их северо-восточной части.

## История
Ворота были построены при султане Аз-Захир Гази в рамках его программы по расширению и перестройки города и впоследствии реконструированы его преемником Ан-Насиром Юсуфом. Неподалёку от исторического места, где находились ворота, расположена Часовая башня Баб аль-Фарадж — один из символов города. Башня была возведена в 1898—1899 годах по проекту городского архитектора Алеппо, француза Шарля Шартье.

## Галерея

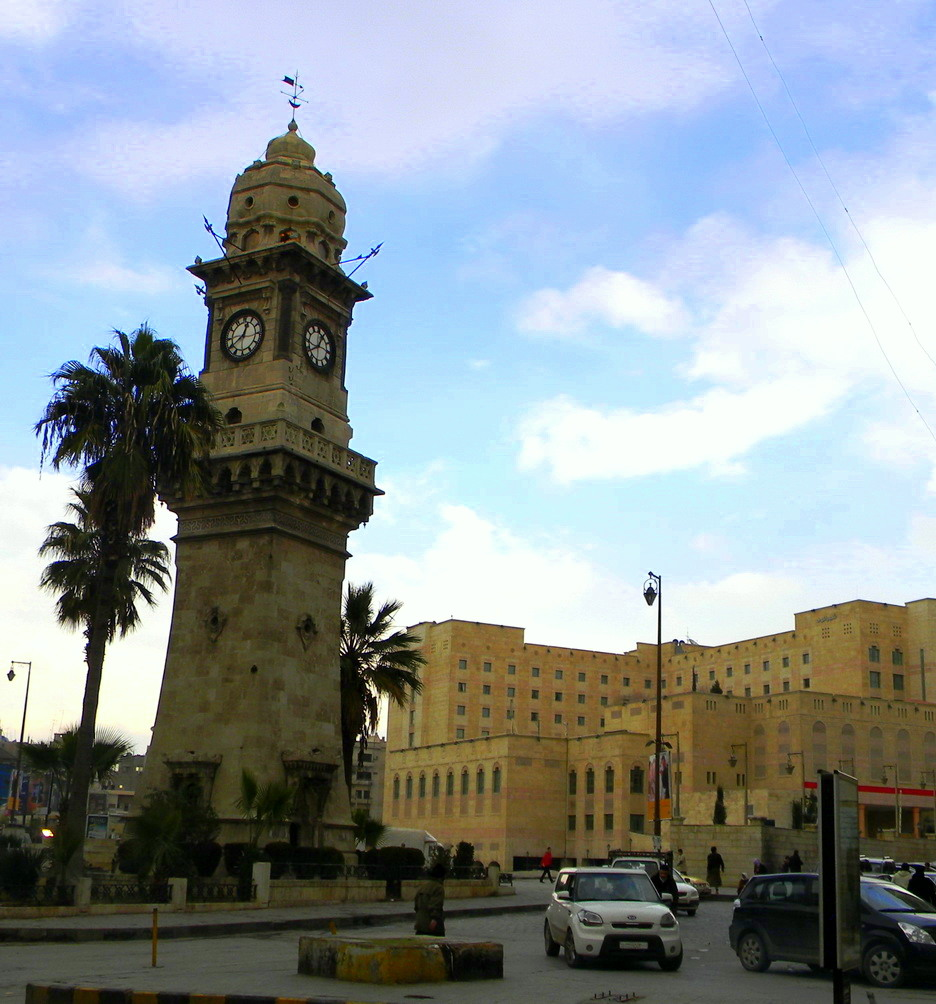
Часовая башня Баб аль-Фарадж
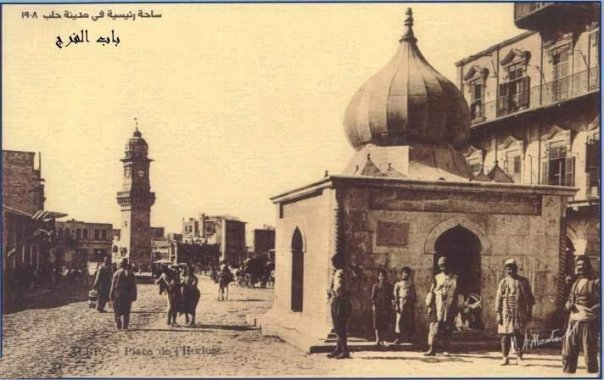
Баб аль-Фарадж, 1908 год
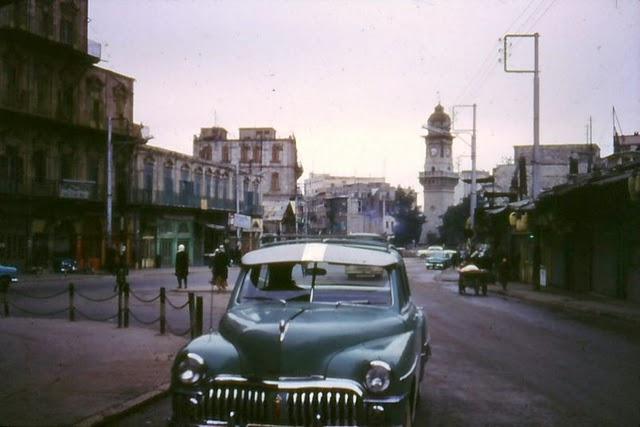
Баб аль-Фарадж, 1961 год
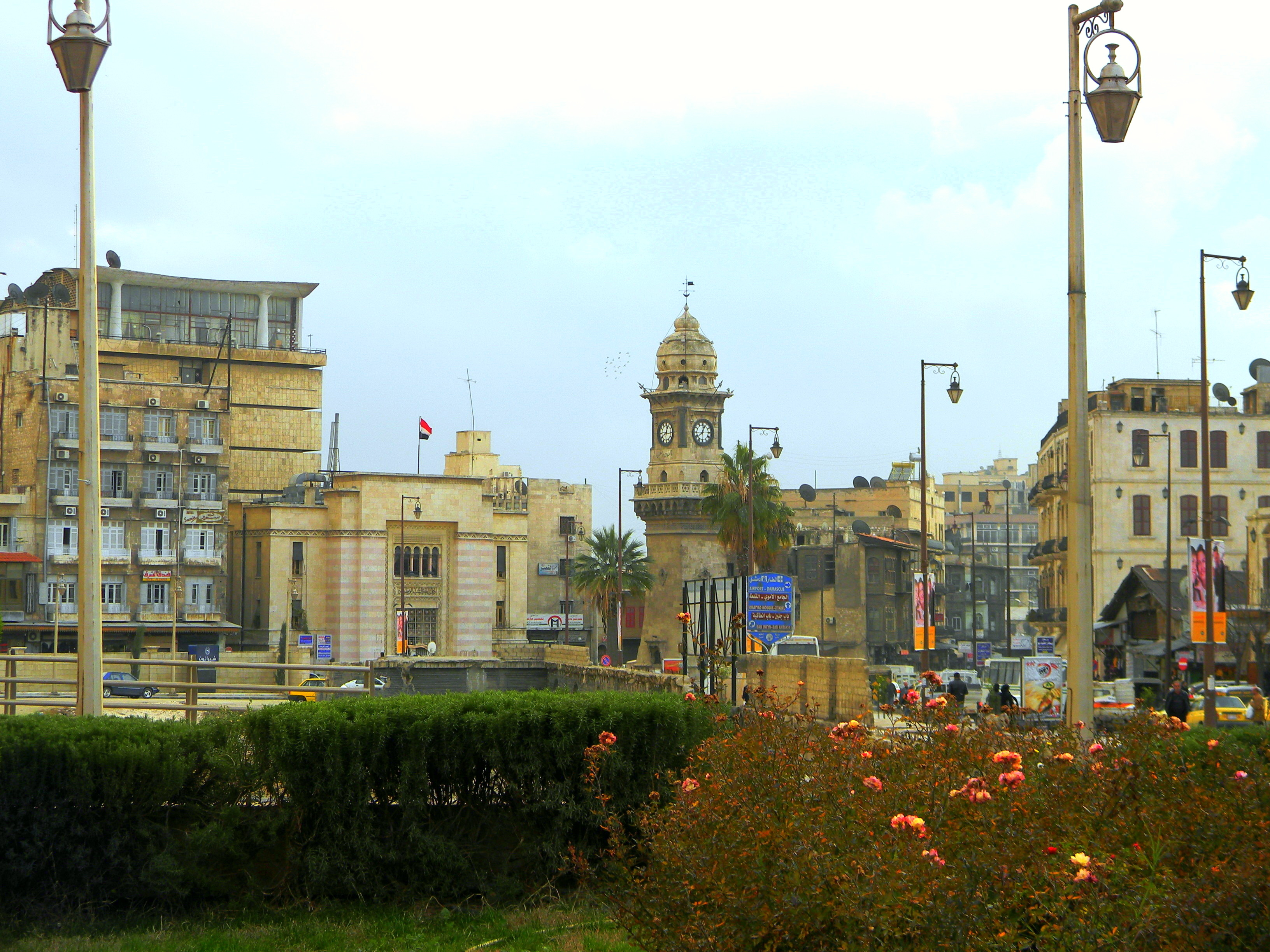
Баб аль-Фарадж, 2011 год